# 滝谷川橋梁
滝谷川橋梁（たきやがわきょうりょう）は、福島県河沼郡柳津町と大沼郡三島町との境界の滝谷川に架かる東日本旅客鉄道（JR東日本）只見線の鉄道橋である。

## 概要
国鉄会津線（現・只見線）の会津柳津駅 - 会津宮下駅間の延伸工事に伴って1939年（昭和14年）に完成し、1941年（昭和16年）に供用開始した。滝谷駅 - 会津桧原駅間の阿賀野川水系只見川支流である滝谷川に架かる全長155.33 mの橋梁である（外部リンク参照）。
滝谷川は深い峡谷であるため、本橋梁は懸吊式ケーブルエレクション工法にて架設されている。

## 構造
単線上路式RCラーメン1連 + 単線上路式ワーレントラス1連 + 単線上路式プレートガーダー3連の形式である。トラスは東京石川島造船所製である。
また、本橋梁は緩やかな曲線を描いており、支間長62.4 mのトラス桁には半径500 mのカーブでレールを施設し、プレートガーダーは角度を付けることにより架設している。
2021年（令和3年）に17施設からなる「只見線鉄道施設群」の1つとして土木学会選奨土木遺産に認定された。

## 周辺
- 福島県道32号柳津昭和線
- 福島県道345号郷戸滝谷停車場線
- 原谷トンネル（只見線）